# Neptun (střela)
R-360 Neptun (ukrajinsky Р-360 «Непту́н») je ukrajinská podzvuková protilodní střela vyvinutá v Kyjevské konstrukční kanceláři Luč v letech 2012–2020. Střela slouží k ničení válečných lodí a jiných plavidel do výtlaku 5000 tun, popřípadě pozemních cílů. Plánován je vývoj námořní, pozemní a letecké varianty střely. Protilodní systém Neptun byl do služby přijat roku 2020. Zatím největším úspěchem střely je potopení ruského křižníku Moskva (cca 10 000 tun) ukrajinskou námořní obranou po zásahu pravděpodobně dvěma střelami, dne 14. dubna 2022 během ruské invaze na Ukrajinu.
V prosinci 2023 se objevila informace o modernizované verzi střely s delším doletem a větší bojovou hlavicí. 

## Vývoj

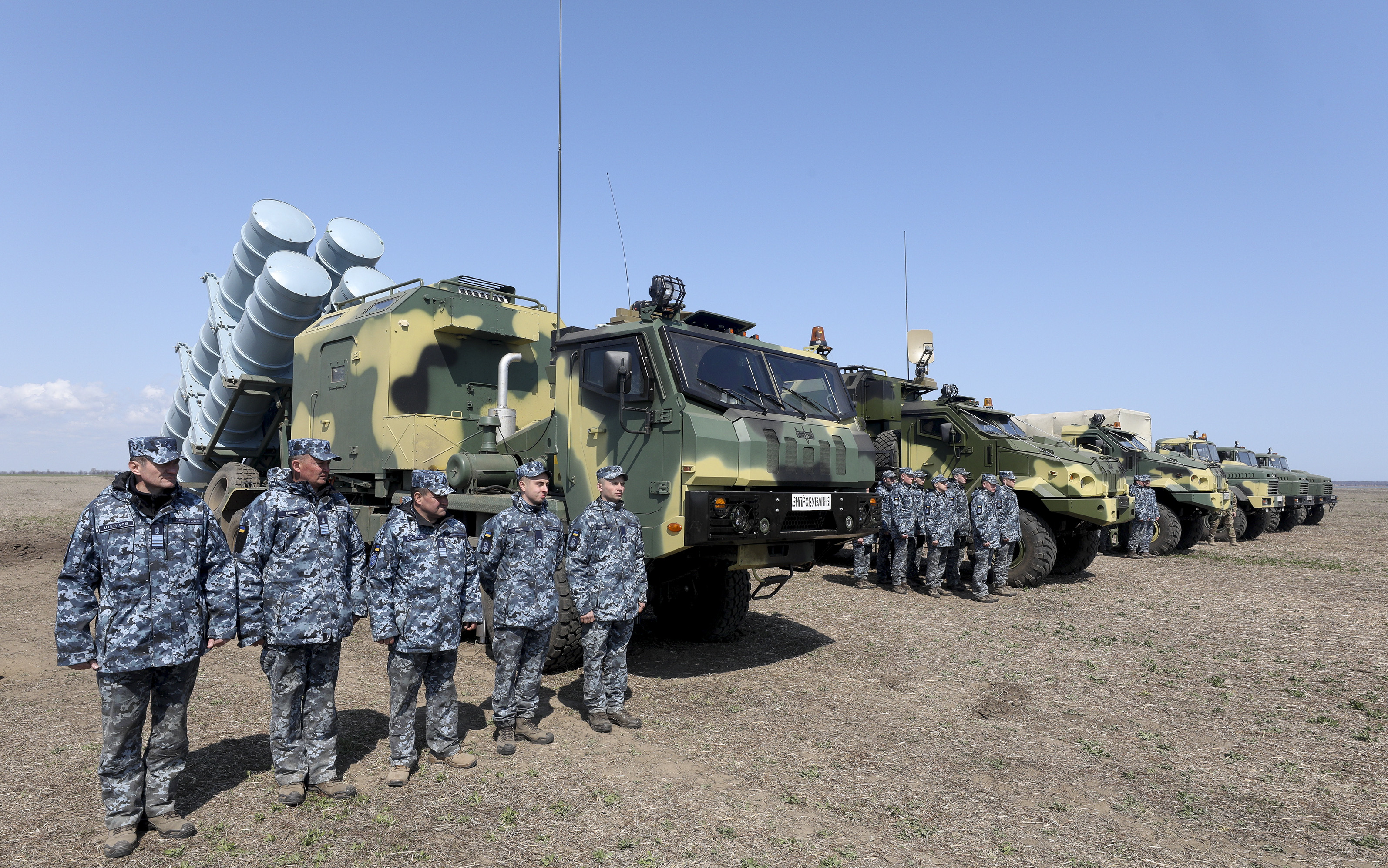
Baterie kompletu Neptun

Informace o vývoji protilodní střely Neptun byly poprvé zveřejněny v roce 2015 na veletrhu Zbroja ta bezpeka. Do vývoje se zapojilo několik firem koncernu Ukroboronprom (KKB Luč – hlavní kontraktor, Orion-Navigacija, Impuls, CKB Arsenal) a další soukromé společnosti. V roce 2016 začala výroba prototypů, přičemž v následujícím roce bylo zahájeno jejich testování. Dne 5. dubna 2019 byl otestován celý komplet pobřežní ochrany RK-360MC, jehož je střela Neptun součástí.
Přijetí pozemního kompletu RK-360MC do služby bylo plánováno na konec roku 2019. Námořní verzí střely měly být vybaveny před válkou projektované raketové čluny projektu 58260 Laň (Лань) a leteckou měly nést bojové letouny Su-24M a později též námořní hlídkové letouny An-148-300MP.
O přijetí střely Neptun do služby rozhodl ukrajinský ministr obrany 23. srpna 2020. Dne 30. prosince 2020 byla objednána první série střel ze sériové výroby.

## Konstrukce

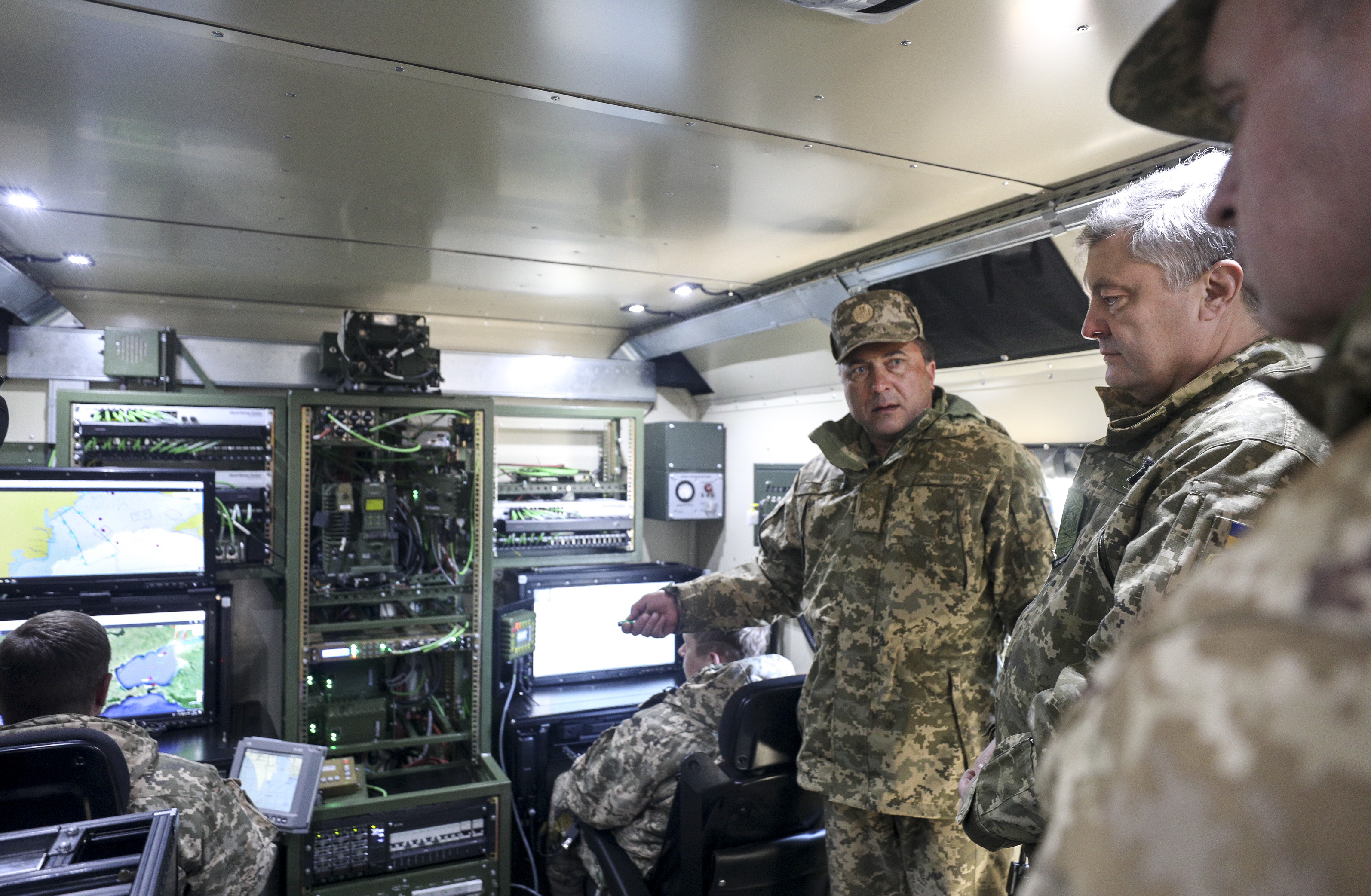
Pojízdné velitelské středisko RKP-360

Střela má hmotnost 870 kg, z čehož 150 kg představuje bojová hlavice, která je fragmentační – penetrační s vysoce výbušnou trhavinou. Hlavice je aktivována kontaktním zapalovačem, nebo dálkově. Střela je uložena v přepravním kontejneru TPK-360 (rozměry 5300 × 600 × 600 mm). Z přepravního kontejneru střela startuje pomocí urychlovacího stupně (boosteru) s raketovým motorem na tuhé pohonné látky, který byl vyvinut na základě motoru ze střely S-125 Něva. Za letu ji pohání proudový motor Motor Sič MS-360. Střela má aktivní radiolokační navádění od společnosti Radioniks. Minimální dostřel je 7 km a maximální 280 km.
Komplet pobřežní ochrany RK-360MC tvoří osmnáct vozidel čtyř typů převážejících až 72 střel Neptun a další vybavení. Jednu baterii tvoří šest odpalovacích vozidel USPU-360 (celkem 24 střel, osmikolový podvozek KrAZ-7634NE), pojízdné velitelské středisko RKP-360, šest transportních a nabíjecích vozidel TZM-360 a šest víceúčelových nákladních vozidel TM-360 (upravený nákladní automobil KrAz-6322). Baterie může současně navádět až 24 střel.
V roce 2021 byly veřejnosti představeny střely Neptun na českých podvozcích Tatra T815-7 8x8 a 6x6.

## Služba

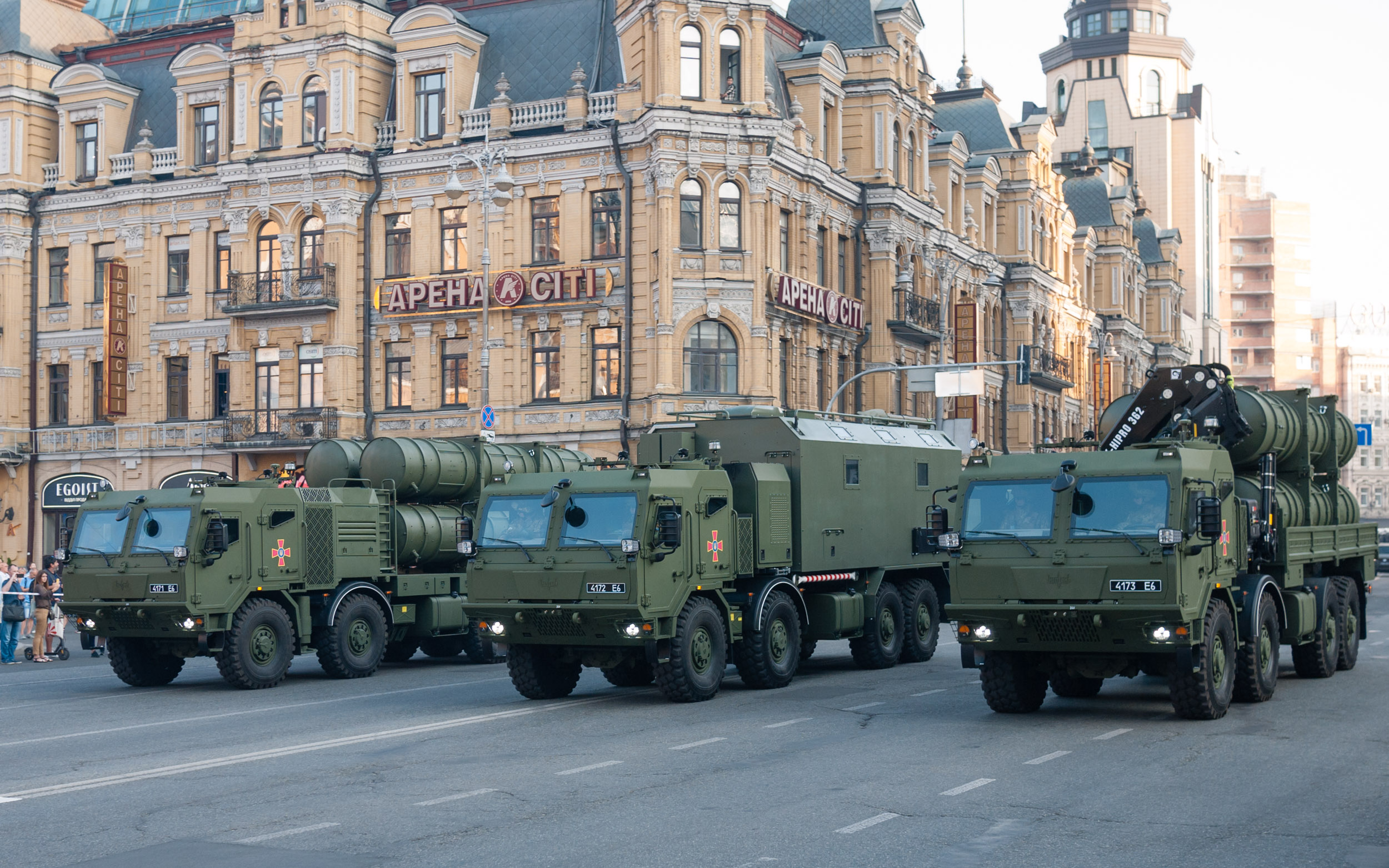
První sériový pobřežní raketový komplet Neptun na podvozku Tatra 815-7

Po ruské invazi na Ukrajinu v únoru 2022 dlouho nebyly o nasazení střel Neptun žádné zprávy. Dne 13. dubna 2022 Ukrajina oznámila zasažení ruského raketového křižníku Moskva dvojicí střel Neptun. Ruské prameny potvrdily těžké poškození a evakuaci plavidla kvůli „vybuchující munici“, aniž by uvedly příčinu. Loď byla tažena do přístavu a podle ruských zdrojů se 14. dubna „potopila v bouři“.
V srpnu 2023 byly, podle vyjádření ukrajinských představitelů, střelou Neptun v experimentálním protipozemním režimu napadeny a zničeny komponenty ruského protiletadlového systému S-400 na západním pobřeží Krymu.

## Hlavní technické údaje
Citováno dle:
- Hmotnost: 870 kg
- Hmotnost hlavice: 150 kg
- Délka: 5,05 m
- Průměr: 0,38 m
- Rozpětí: 1,33 m
- Rychlost: 970 km/h
- Dosah: 7–280 km

## Modernizovaná verze
Když v srpnu 2023 Ukrajina na Krymu zničila nejmodernější ruský protiletecký systém komplet S-400 Triumf, podle tajemníka Rady národní bezpečnosti Oleksije Danilova se tak stalo díky nové ukrajinské raketě. V prosinci 2023 pak náměstek ministra obrany, generálporučík Ivan Havryljuk, potvrdil, že Ukrajina vyvinula  modernizovanou verzi střely Neptun, přičemž detaily jsou zatím tajné. Podle listu The Kyiv Post by měla být tato střela určena i proti pozemním cílům, má delší dolet a větší bojovou hlavici. Podle ukrajinských médií se dostřel měl zvýšit na 400 kilometrů a váha bojové hlavice na 350 kilogramů výbušniny. Střela by měla využívat GPS navádění.